# The Residents

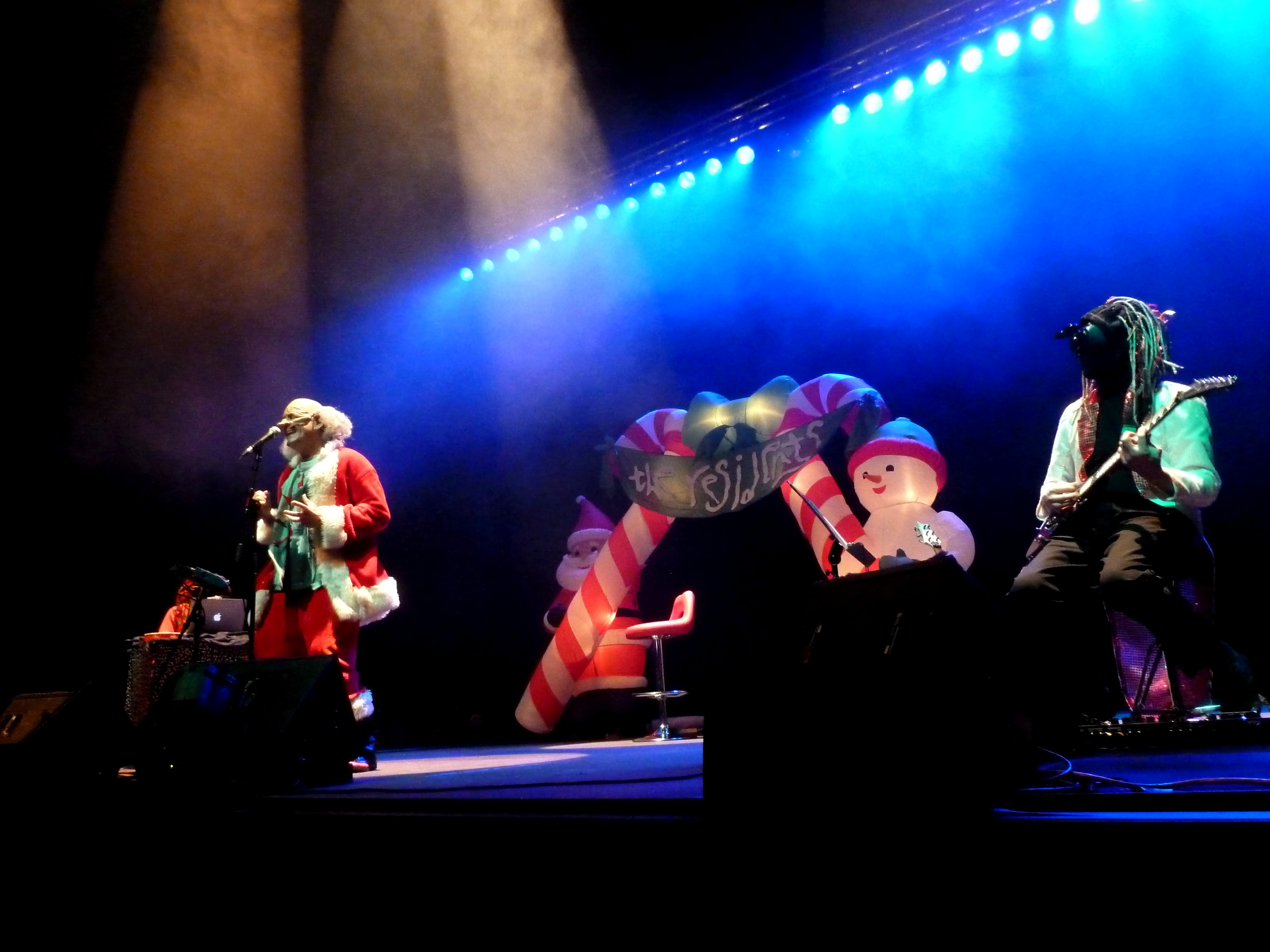

The Residents — американський гурт утворений 1966 року в місті Шревпорті (Shreveport), штат Луїзіана.
З самого початку своєї кар'єри гурт оточив себе аурою секретності, і вже понад три десятиріччя імена, навіть обличчя чотирьох учасників гурту лишаються для публіки таємницею (під час концертів музиканти приховують обличчя під відлогами чи масками). Така анонімність висловлювала протест гурту щодо культу зірок.
Незабаром після утворення гурту його учасники перебралися до Сан Матео, Каліфорнія, де у домашніх умовах записали кілька демо-плівок. 1971 року музиканти гурту зробили з них збірку і готову продукцію надіслали Хелу Хейверстедту з фірми «Warner Brothers». Проте на бандеролі не було вказано назву гурту і тому забракований фірмою запис відіслали назад з поміткою «for the attention of the residents» («до уваги мешканців»), якою музиканти і скористалися для назви гурту.
1972 року The Residents переїхали до Сан Франциско, де утворили фонографічну фірму «Ralph Records», плануючи видавати власні платівки. Того ж року вони дебютували синглом «Santa Dog», який було видано у кількості трьохсот примірників. Через два роки з'явився їх перший альбом «Meet The Residents». Однак не встигли продатись ще перші 50 примірників, як музиканти отримали погрози про судовий процес з боку фірми «Capitol Records», тому що обкладинка альбому викривлено копіювала альбом «Meet The Beatles». У музичному плані ця робота була досконалим прикладом нетрадиційного стилю гурту, де поєднувались незвичайні версії хітів 1960-х з власними сміливими творами.
Критики відразу почали порівнювати творчість The Residents з The Mothers of Invention, але така схожість була тільки поверхова, тому що The Residents черпали музичне натхнення з багатьох джерел, готуючи зазвичай великі несподіванки.
На альбомі 1976 року «Third Reich Rock'N'Roll» (майже найкращому у доробку гурту) можна було почути дві сюїти, що були гарним прикладом їх дуже викривленого бачення нових версій різних творів, а платівка 1978 року «Not Available» презентувала матеріал, який музиканти раніше не передбачали видавати. Його було записано ще 1974 року, однак The Residents дотримувалися думки, що його не треба видавати, доки автори цих пісень зовсім не забудуть про їх існування. Проте платівка все ж з'явилась на музичному ринку під час довготривалої студійної сесії гурту до амбіційного альбому «Eskimo».
Видання «The Commercial Album» складалося з сорока творів, що тривали кожен близько хвилини, і було різким контрастом наступній роботі The Residents — трилогії «The Mole», до якої ввійшли альбоми «Mark Of The Mole», «The Tunes Of Two Cities» та «The Big Bubble». Музиканти також вирушили у тривале турне Європою та Америкою під назвою «The Mole Show», під час якого робили промоцію своєму найновішому творінню. У свою чергу внаслідок цього турне з'явилося кілька концертних «ЕР».
Черговою амбіційною справою гурту став проект «American Composer», куди ввійшли альбоми «George & James» (присвячені Джорджу Гершвіну та Джеймсу Брауну), «Stars & Hank Forever» (посвята Хенку Вілльямсу та Джону Філліпу Созі), а також «The King & Eye» з хітами Елвіса Преслі.
Після втрати контролю над «Ralph Records» у 1980-х, на початку 1990-х років The Residents повернули собі права на свою музику, і почали як перевидавати старі, так і видавати нові альбоми, наприклад, «Freak Show». 1995 року з'явився виконаний за допомогою інтерактивної технології саундтрек «Freak Show» до гри на CD-Rom «Bad Day On The Midway».
1997 року учасники The Residents відзначили тридцятирічний ювілей спільної діяльності альбомом «Our Tired, Our Poor, Our Huddled Masses».

## Дискографія
- 1974: Meet The Residents
- 1975: Blorp Esette
- 1975: The Residents Present The Third Reich'N'Roll
- 1976: Fingerprince
- 1978: Duck Stub! — Buster & Glen
- 1978: Not Available
- 1979: Nibbles
- 1979: Please Do Not Steal It
- 1979: Subterranean Modern
- 1979: Eskimo
- 1980: Diskomo — Goosebump
- 1980: The Residents Commercial Album
- 1981: Mark Of The Mole
- 1982: Intermission
- 1982: The Tunes Of Two Cities
- 1983: The Big Bubble
- 1983: The Residents 'Mole Show — Live At The Roxy
- 1983: Residue Of The Residents
- 1983: Title In Limbo (разом з дуетом Renaldo & The Loaf)
- 1984: The American Composer's Series. Vol. 1: George & James
- 1984: Assorted Secrets
- 1984: Whatever Happened To Vileness Fats
- 1984: Ralph Before'84 Volume 1
- 1985: The Census Taker
- 1985: PAL TV LP: The Mole Show — Vileness Fats
- 1985: The Big Bubble (Part Four Of The Mole Trilogy)
- 1985: Ralph Before'84 Volume 2
- 1985: The American Composer's Series. Vol. 2: Stars & Hank Forever!
- 1986: The Residents 13th Anniversary Show: live In Japan Featuring Snakefinger
- 1986: Heaven?
- 1986: Hell
- 1987: Hit The Road Jack
- 1987: Live In Holland
- 1988: God In Three Persons
- 1989: Buckaroo Blue & Black Barry
- 1989: The Mole Show Live
- 1989: The King & The Eye
- 1990: Cube E
- 1991: Strange Than Supper
- 1991: Freak Show
- 1992: Present Our Finest Rowers
- 1995: Freak Show (soundtrack to the CD-Rom)
- 1995: Hunters
- 1995: Gingerbread Man
- 1995: Uncle Willie's Guide
- 1996: Bad Day On The Midway
- 1996: Have A Bad Day
- 1997: Our Tired, Our Poor, Our Hunddled Masses
- 1998: Wormwood: Curious Stories from the Bible
- 2000: Roadworms: The Berlin Sessions
- 2001: Icky Flix
- 2002: Demons Dance Alone
- 2003: WB: RMX
- 2004: 12 Days of Brumalia
- 2004: I Murdered Mommy
- 2004: Animal Lover
- 2006: Tweedles
- 2007: Night of the Hunters
- 2007: The Voice of Midnight
- 2008: The Bunny Boy